# 오늘영화
"오늘영화"는 2015년에 개봉한 대한민국의 영화이다.

## 캐스팅
- 정연주 : 연주 역
- 박종환 : 종환 역
- 백수장 : 대일 역
- 박민지 : 소은 역
- 구교환 : 구교환 역
- 김예은 - 여권 사진녀 역
- 임성미 : 이하나 역
- 허정도 : 정우 / 극장손님 역
- 박현영 : 박현영 역
- 이현웅 : 주호 역
- 양재현 : 전지현의 남자들 역
- 정향춘 : 교환 모 역
- 구용모 : 교환 부 역
- 이희웅 : 현영 남편 역
- 백승화 : 스크린야구장 주인 역
- 노희준 : 스크린야구장 직원 역
- 이정수 : 스크린야구장 손님 역
- 윤혜숙 : 만두집 주인 역
- 유완무 : 만두집 종업원 역
- 한일규 : 노숙자 / 공장상사 역
- 백현철 : 공장직원 역
- 정연이 : 매표원 역
- 장승연 : 한강커플 역
- 오인화 : 한강커플 역
- 김보라 : 벤치 후배 역
- 김서영 : 술자리 학생들 역
- 공민선 : 술자리 학생들 역
- 조휘연 : 술자리 학생들 역
- 조성진 : 술자리 학생들 역
- 지성미 : 영화사 친구 역
- 원진아 : 운동장 후배 역
- 박혁권 (특별출연)
- 박정범 (특별출연)